# Kurzschwanz-Ammenhai
Der Kurzschwanz-Ammenhai (Pseudoginglymostoma brevicaudatum) ist ein Hai aus der Familie der Ammenhaie (Ginglymostomatidae) und die einzige Art der damit monotypischen Gattung Pseudoginglymostoma.

## Merkmale
Die Art erreicht eine Länge von maximal 75 Zentimeter, wobei ein seit 33 Jahren in Gefangenschaft gehaltenes Individuum 70 Zentimeter erreicht hat. Der Körper ist entsprechend dem aller Ammenhaie breit und abgeflacht und somit für das Leben auf dem Meeresboden angepasst. Der Körper ist dunkelbraun gefärbt und weist beim ausgewachsenen Tier keine Zeichnung auf, Jungtiere haben eine Zeichnung aus dunklen Sattelflecken auf hellem Untergrund.
Sowohl die beiden Rückenflossen wie auch die Afterflosse setzen in für Ammenhaie typischer Weise weit hinten am Körper an. Die erste Rückenflosse setzt dabei etwa oberhalb der Mitte der Bauchflossen an, der Beginn der zweiten Rückenflosse und der Afterflosse liegen sich in etwa gegenüber. Die Brustflossen sind sehr breit. Die asymmetrische Schwanzflosse besitzt am oberen Lobus eine deutliche Flossenfahne. Von anderen Ammenhaien unterscheidet sich diese Art durch sehr kurze Barteln, einen vergleichsweise kurzen Schwanzstiel, der weniger als 20 % der Gesamtlänge ausmacht, sowie der ähnlichen Größe der After- und der beiden Rückenflossen.

## Verbreitung und Lebensraum

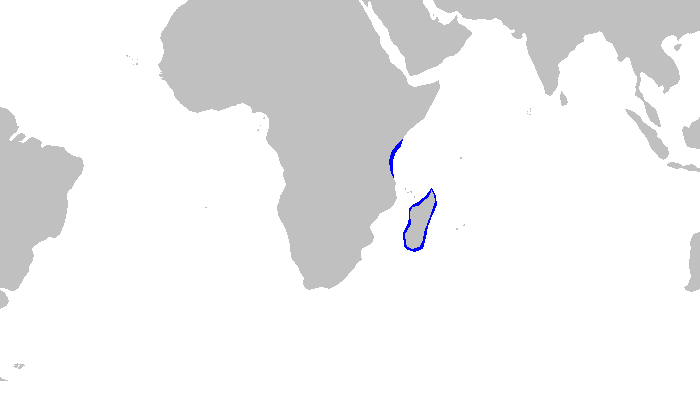
Verbreitungsgebiet des Kurzschwanz-Ammenhais

Der Kurzschwanz-Ammenhai lebt küstennah im westlichen Teil des Indischen Ozeans und ist endemisch vor der Küste Tansanias, Kenias und Madagaskars, evtl. auch im Bereich der Seychellen und Mauritius.
Er lebt auf dem Kontinentalschelf in Küstennähe in Korallenriffen, über die Tiefenverbreitung liegen keine Angaben vor.

## Lebensweise
Über die Lebensweise des Kurzschwanz-Ammenhais liegen nur wenige Daten aus der Aquarienhaltung vor. Er ist in Gefangenschaft nachtaktiv und kann außerhalb des Wassers nur wenige Stunden überleben. Er ernährt sich wahrscheinlich von bodenlebenden kleinen Knochenfischen und wirbellosen Tieren.

## Verhältnis zum Menschen
Die kleinen Haie werden aufgrund ihrer geringen Größe als für den Menschen ungefährlich eingestuft. 
Der Hai ist vergleichsweise selten und wird nicht gezielt befischt, lebt jedoch in einem Gebiet mit hohem Fischereidruck, und seine Flossen werden bspw. in Tansania zu moderaten Preisen verkauft. Zudem lebt er in küstennahen Korallenriffen und ist entsprechend von einer zunehmenden Zerstörung und Veränderung seines Lebensraums betroffen.
Die International Union for Conservation of Nature (IUCN) führt die Art als vom Aussterben bedroht („Critical Endangered“) auf der Roten Liste der gefährdeten Arten. Hinzu kommt, dass die verschiedenen Populationen wahrscheinlich nicht miteinander verbunden sind, sodass die kontinentalafrikanische Population ein stark begrenztes Verbreitungsgebiet aufweist.